# 莫斯利維爾 (肯塔基州)
莫斯利維爾（英語：Moseleyville）是位於美國肯塔基州戴維斯縣的一個人口普查指定地區。

## 人口
根據2020年美國人口普查的數據，莫斯利維爾的面積為2.77平方千米，當中陸地面積為2.69平方千米，而水域面積為0.08平方千米。當地共有人口470人，而人口密度為每平方千米169.68人。